# Espinosa de Henares
Espinosa de Henares è un comune spagnolo di 696 abitanti situato nella comunità autonoma di Castiglia-La Mancia.